# María Elena Walsh
María Elena Walsh (Ramos Mejía, 1 februari 1930 – Buenos Aires, 10 januari 2011) was een Argentijnse schrijfster.
Ze begon haar literaire carrière heel jong en reisde veel door Noord-Amerika en Europa.

## Bibliografie

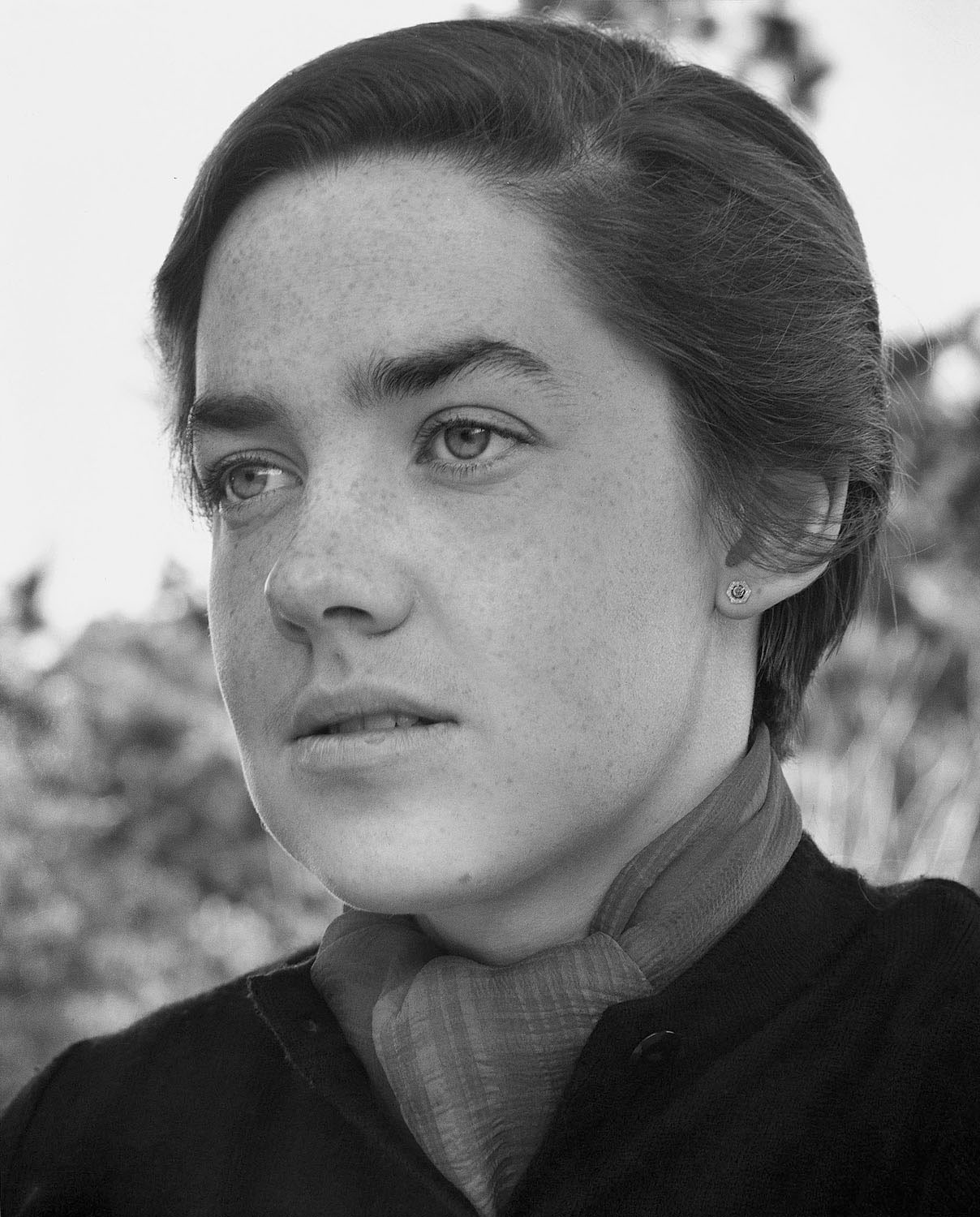
María Elena Walsh
(1952), Grete Stern, MNBA